# La proclamazione dell'abolizione della schiavitù nelle colonie francesi il 27 aprile 1848
La proclamazione dell'abolizione della schiavitù nelle colonie francesi il 27 aprile 1848 (L'Abolition de l'esclavage dans les colonies françaises en 1848) è un dipinto a olio su tela del pittore francese François-Auguste Biard. Alto 260 centimetri e largo 392, venne realizzato tra il 1848 e il 1849 e oggi è conservato nel museo di storia della Francia, alla reggia di Versailles.
L'opera rappresenta una società coloniale nella quale è appena stato proclamato il decreto del 27 aprile 1848 che procede all'abolizione della schiavitù nell'impero francese. Si assiste alla scena dell'emancipazione degli ex schiavi. La scena si sofferma su due schiavi neri che si abbracciano, con le catene spezzate, un simbolo della loro libertà appena acquisita.
Oltre al titolo "ufficiale", l'opera è nota in francese anche con altri tre titoli: L'Émancipation des Noirs ("L'emancipazione dei neri"); Proclamation de la liberté des Noirs aux colonies ("Proclamazione della libertà dei neri nelle colonie"); Proclamation de la libération des Noirs aux Antilles ("Proclamazione della liberazione dei neri nelle Antille").

## Storia

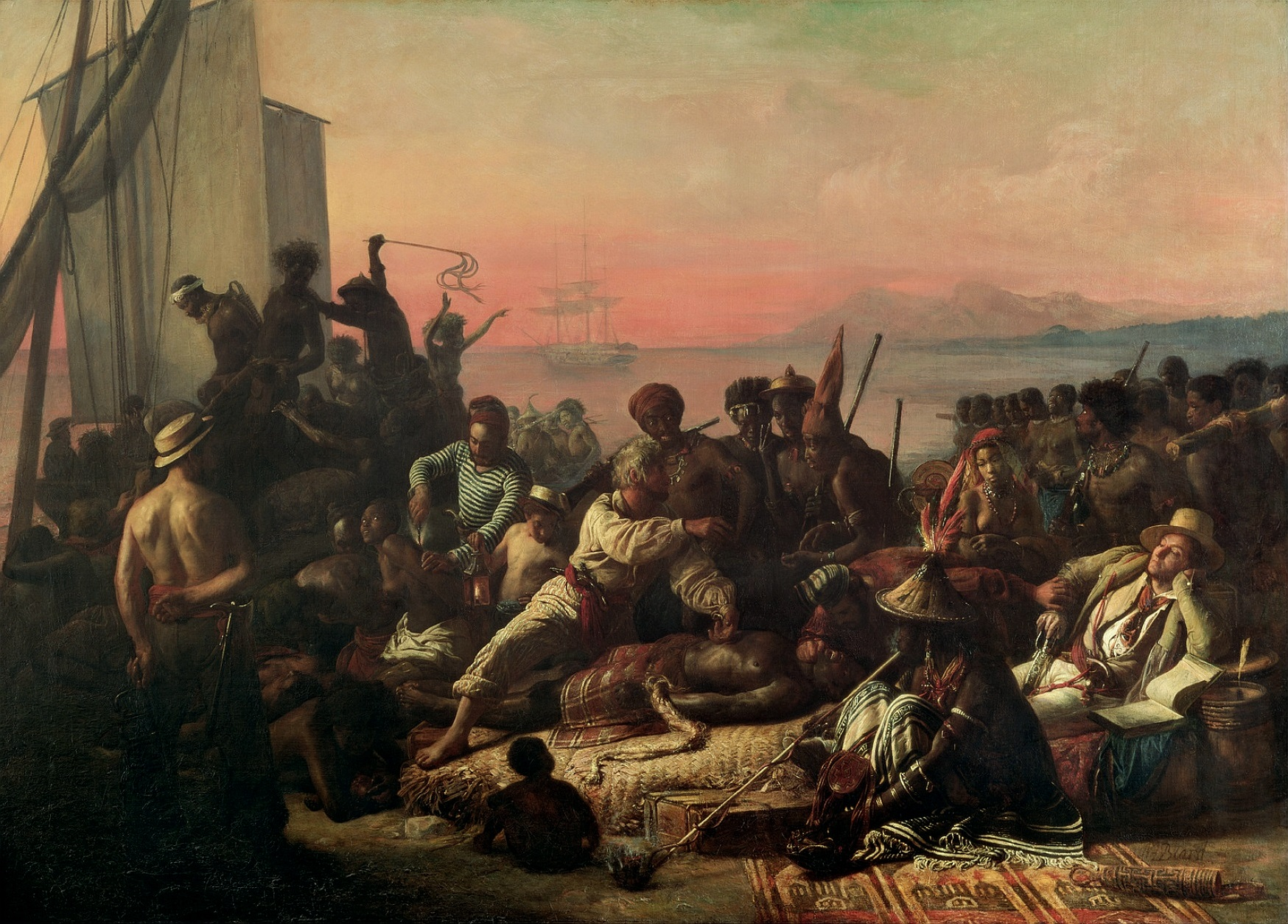
Un quadro precedente di Biard sul tema della tratta degli schiavi africani, ricordato nel testo di Guimbard.

Biard, abituato alle commissioni del re Luigi Filippo I, si ritrovò spaesato quando la rivoluzione del 1848 fece cadere il re e quando vide l'istaurazione della seconda Repubblica. Tuttavia, secondo Louis Guimbaud, si adattò con rapidità:
La corrispondenza di Lamartine non menziona questo quadro, ma comunque egli avrebbe potuto consigliarne l'acquisto. Per altri autori si tratta di una commissione della direzione delle belle arti del ministero dell'interno, contestata nel senso che si tratterebbe di una commissione "falsa". In ogni caso è accertato che il quadro venne esposto al Salone del 1849 (n. 167), e poi venne acquistato dallo stato l'11 giugno 1849 per 2400 franchi. Venne spedito a Clermont-Ferrand il 15 giugno 1850.
Venne esposto alla biblioteca nazionale nel 1948 per il centenario della rivoluzione del 1848, in seguito alla mostra The European Vision of America per il bicentenario dell'indipendenza degli Stati Uniti alla galleria nazionale d'arte di Washington (7 dicembre 1975-15 febbraio 1976), al museo d'arte di Cleveland (28 aprile-8 agosto 1976) e al Grand Palais di Parigi (17 settembre 1976-3 gennaio 1977).
Venne prestato più volte nel 1998 per il centocinquantesimo anniversario della seconda abolizione dello schiavismo, soprattutto al palazzo dell'Eliseo per il ricevimento presieduto dal presidente della Repubblica, Jacques Chirac, così come alla Martinica e al museo nazionale delle arti e tradizioni popolari (MNATP). Nel 2019 fu una delle opere esposte alla mostra Le Modèle noir, de Géricault à Matisse al museo d'Orsay.

## Descrizione
Il luogo nel quale si svolge l'azione non viene precisato, ma si tratta presumibilmente di un'isola colonizzata, tenendo conto del paesaggio e della vegetazione, composta soprattutto dalle palme. I personaggi rappresentati nel quadro sono divisi in gruppi diversi. A sinistra, su una strada, delle truppe della marina brandiscono la bandiera della Francia dietro il delegato del governo venuto a proclamare il decreto. Questi, con una fascia tricolore legata intorno alla vita, solleva il suo cappello con il braccio sinistro per mostrare la bandiera, mentre tiene il decreto nella sua mano destra.
Il resto del quadro è occupato dalla società coloniale per la quale il decreto venne proclamato. Al centro, emerge una coppia di schiavi liberati, con gli occhi rivolti verso il cielo: la donna abbraccia l'uomo, che brandisce le catene spezzate, il simbolo della libertà che hanno appena ottenuto. Attorno a loro, dei piantatori e le loro famiglie assistono alla scena, mentre gli schiavi seduti o inginocchiati si prostrano ai piedi del delegato del governo o, per una di loro, davanti a due donne vestite di bianco, le sue ex padrone. Gli schiavi sono per lo più a torso o a seno nudo. Si possono vedere delle persone di colore libere tra la folla.

## Analisi
Con questo quadro, Biard potrebbe passare per un abolizionista, ma più probabilmente era coinvolto nella rappresentazione di questo avvenimento per una ricerca dell'esotismo e della pittura storica.
Secondo Nelly Schmidt, la composizione del quadro, dove "tutti sono presenti", "insiste in modo particolare sul principio della riconciliazione sociale, giudicata indispensabile per la ripresa dei lavori agricoli e alla prosperità coloniale dopo i festeggiamenti per la libertà: gli ex schiavi e gli ex padroni celebrano, con lo stesso spirito, la misura repubblicana parigina".
Nella post-fazione Corps noir, regard blanc del catalogo per la mostra Le Modèle noir al museo d'Orsay nel 2019, Lilian Thuram e Pascal Blanchard fornirono la critica seguente:
Pap Ndiaye evidenzia la mancanza di realtà storica del quadro, in quanto gli schiavi avevano già ottenuto di fatto la loro liberazione attraverso la propria lotta al momento dell'abolizione; lo storico evidenzia la dimensione politica del quadro e la sua volontà di scrivere la storia ufficiale. Allo stesso modo, Françoise Vergès deplora che questa tela metta in scena "la libertà bianca che libera la servitù nera", e che "mascheri la storia complessa dello schiavismo coloniale".